# Saget (rivière)
Pour les articles homonymes, voir Saget.
Le Saget est un affluent gauche de l'Adour, entre le Bergons et le Léez, qui traverse le vignoble de Madiran aux confins du Gers, des Pyrénées-Atlantiques et des Hautes-Pyrénées.

## Géographie
Le Saget se forme à hauteur de Crouseilles dans le Vic-Bilh, puis s'écoule vers le nord, nord-ouest pour rejoindre l'Adour peu après Saint-Mont. Sa longueur est de 18,7 km.

### Communes et départements traversés
- Gers : Maumusson-Laguian, Saint-Mont, Riscle, Labarthète, Viella.
- Hautes-Pyrénées : Saint-Lanne, Madiran.
- Pyrénées-Atlantiques : Crouseilles, Arroses, Aydie.